# Elaeagia
Elaeagia là một chi thực vật có hoa trong họ Thiến thảo (Rubiaceae).

## Loài
Chi Elaeagia gồm các loài: